# Oak Park (Minnesota)
Oak Park önkormányzat nélküli település az USA Minnesota államában, Benton megyében. 